# نورث توناواندا (نيويورك)
نورث توناواندا (بالإنجليزية: North Tonawanda)‏ هي مدينةفي ولاية نيويورك الأمريكية. يبلغ عدد سكانها حسب تعداد سنة 2000: 33,262 نسمة. ويبلغ عددهم حسب تقدير 2007 حوالي:31,411 نسمة.

## التركيبة السكانية
حدّد مكتب تعداد الولايات المتحدة بيانات التركيبة السكانية لنورث توناواندا في تعداد الولايات المتحدة. في ما يلي، التركيبة السكانية حسب تعدادي 2000 و2010.

### تعداد عام 2000
بلغ عدد سكان نورث توناواندا 33,262 نسمة بحسب تعداد عام 2000، وبلغ عدد الأسر 13,671 أسرة وعدد العائلات 8,987 عائلة مقيمة في المدينة. في حين سجلت الكثافة السكانية 1,178.7 نسمة لكل كيلومتر مربع (3,052.8/ميل2). وبلغ عدد الوحدات السكنية 14,425 وحدة بمتوسط كثافة قدره 511.2 لكل كيلومتر مربع (1,324.0/ميل2).
وتوزع التركيب العرقي للمدينة بنسبة 97.86% من البيض و0.29% من الأمريكيين الأفارقة و0.34% من الأمريكيين الأصليين و0.53% من الأمريكيين ذوي الأصول الآسيوية و0.01% من سكان جزر المحيط الهادئ و0.29% من الأعراق الأخرى و0.68% من عرقين مختلطين أو أكثر و1.09% من الهسبانيون أو اللاتينيون من أي عرق.
بلغ عدد الأسر 13,671 أسرة كانت نسبة 31.9% منها لديها أطفال تحت سن الثامنة عشر تعيش معهم، وبلغت نسبة الأزواج القاطنين مع بعضهم البعض 50.8% من أصل المجموع الكلي للأسر، ونسبة 11.1% من الأسر كان لديها معيلات من الإناث دون وجود شريك، بينما كانت نسبة 3.8% من الأسر لديها معيلون من الذكور دون وجود شريكة وكانت نسبة 34.3% من غير العائلات. تألفت نسبة 29.5% من أصل جميع الأسر من عدة أفراد يعيشون في نفس المنزل ونسبة 12.8% كانت تتألف من شخص يعيش بمفرده يبلغ من العمر 65 عاماً أو أكثر. وبلغ متوسط حجم الأسرة المعيشية 2.43، أما متوسط حجم العائلات فبلغ 3.03.
بلغ العمر الوسطي للسكان 38.4 عاماً. وكانت نسبة 23.7% من القاطنين تحت سن الثامنة عشر، وكانت نسبة 8.6% بين الثامنة عشر والرابعة والعشرين عاماً، ونسبة 28.9% كانت واقعةً في الفئة العمرية ما بين الخامسة والعشرين والرابعة والأربعين عاماً، ونسبة 23% كانت ما بين الخامسة والأربعين والرابعة والستين، ونسبة 15.4% كانت ضمن فئة الخامسة والستين عاماً فما فوق. يوجد لكل 100 أنثى 94.8 ذكر، ويوجد لكل 100 أنثى في الثامنة عشر من عمرها فما فوق 90.8 ذكر.
بلغ متوسط دخل الأسرة في المدينة 39,154 دولارًا، أما متوسط دخل العائلة فبلغ 50,219 دولارًا. وكان متوسط دخل الذكور 36,551 دولارًا مقابل 25,129 دولارًا للإناث. وسجل دخل الفرد الخاص بالمدينة 19,264 دولارًا. وكانت نسبة 5.4% من العائلات ونسبة 7.2% من السكان تحت خط الفقر، وكان من هؤلاء نسبة 9.4% تحت سن الثامنة عشر ونسبة 6.1% في الخامسة والستين من العمر وما فوق.

### تعداد عام 2010
بلغ عدد سكان نورث توناواندا 31,568 نسمة بحسب تعداد عام 2010، وبلغ عدد الأسر 14,004 أسرة وعدد العائلات 8,357 عائلة مقيمة في المدينة. في حين سجلت الكثافة السكانية 1,118.6 نسمة لكل كيلومتر مربع (2,897.2/ميل2). وبلغ عدد الوحدات السكنية 14,757 وحدة بمتوسط كثافة قدره 522.9 لكل كيلومتر مربع (1,354.3/ميل2).
وتوزع التركيب العرقي للمدينة بنسبة 96.47% من البيض و0.80% من الأمريكيين الأفارقة و0.38% من الأمريكيين الأصليين و0.74% من الأمريكيين ذوي الأصول الآسيوية و0.03% من سكان جزر المحيط الهادئ و0.28% من الأعراق الأخرى و1.30% من عرقين مختلطين أو أكثر و1.69% من الهسبانيون أو اللاتينيون من أي عرق.
بلغ عدد الأسر 14,004 أسرة كانت نسبة 24.9% منها لديها أطفال تحت سن الثامنة عشر تعيش معهم، وبلغت نسبة الأزواج القاطنين مع بعضهم البعض 43.8% من أصل المجموع الكلي للأسر، ونسبة 11.3% من الأسر كان لديها معيلات من الإناث دون وجود شريك، بينما كانت نسبة 4.5% من الأسر لديها معيلون من الذكور دون وجود شريكة وكانت نسبة 40.3% من غير العائلات. تألفت نسبة 34.1% من أصل جميع الأسر من عدة أفراد يعيشون في نفس المنزل ونسبة 12.5% كانت تتألف من شخص يعيش بمفرده يبلغ من العمر 65 عاماً أو أكثر. وبلغ متوسط حجم الأسرة المعيشية 2.24، أما متوسط حجم العائلات فبلغ 2.89.
بلغ العمر الوسطي للسكان 42.4 عاماً. وكانت نسبة 19.4% من القاطنين تحت سن الثامنة عشر، وكانت نسبة 9.3% بين الثامنة عشر والرابعة والعشرين عاماً، ونسبة 24.9% كانت واقعةً في الفئة العمرية ما بين الخامسة والعشرين والرابعة والأربعين عاماً، ونسبة 30.8% كانت ما بين الخامسة والأربعين والرابعة والستين، ونسبة 15.7% كانت ضمن فئة الخامسة والستين عاماً فما فوق. وتوزع التركيب الجنسي للسكان بنسبة 48.8% ذكور و51.2% إناث.

## أعلام
- جيم بريتون
- سيندي برادلي
- دون سميث
- بيتر بوس
- جيمس راند جونيور